# Giancarlo Magrini
Giancarlo Magrini (Sarsina, 2 novembre 1947) è un allenatore di calcio, dirigente sportivo ed ex calciatore italiano, commissario tecnico della nazionale italiana di beach soccer dal 2007 al 2010.

## Carriera

### Giocatore
Ha giocato per un breve periodo fino al 1968 nel Cervia in Serie D.

### Allenatore
Intrapresa la carriera da allenatore, ha guidato prima il Cervia nel settore giovanile poi in prima squadra. Dal 1971 al 1976 è stato responsabile del settore giovanile del Cesena. Dal 1976 ha allenato il Faenza in Promozione, il Forlimpopoli in Serie D e il Cesenatico prima in Serie D e poi in Serie C2. Dal 1984 al 1990 ha allento il Forlì, il Sassuolo, il Ravenna e il Bisceglie tutte in Serie C2. Dal 1991 al 1992 è stato l'allenatore dell'Imola in Serie D. E' stato direttore tecnico del Rivazurra. Dall'ottobre 2001 al 2005 ha allenato la Nazionale di Calcio Scrittori, l'Osvaldo Soriano Football Club capitanata da Alessandro Baricco. Dal 2004 al 2006 è stato stretto collaboratore di Francesco Graziani al Cervia negli anni in cui la squadra era oggetto del reality Campioni, il sogno, in onda su Italia 1.
Dal giugno 2007 è stato l'allenatore della nazionale italiana di beach soccer fino a giugno 2010 quando si è dimesso dall'incarico. Il suo posto è stato preso da Massimiliano Esposito.
Nel 2007 è nominato dirigente tecnico delle rappresentative giovanili della Lega dilettanti
Nel 2010 viene nominato allenatore della rappresentativa Under-18 della Lega nazionale dilettanti
Nel 2012 ha guidato la Rappresentativa di Serie D al Torneo di Viareggio, venendo eliminato ai quarti di finale dalla Roma Primavera per 2-0.
Dal 2015 inizia una nuova avventura con il settore giovanile della società dilettantistica Junior Calcio Cervia.
In passato ha svolto anche il ruolo di osservatore per il Napoli, per l'Inter, per il Torino, per il Parma, per la Fiorentina ,la Juventus, il Bologna e per le Nazionali Under-15 e Under-20. Ha allenato anche l'Équipe Romagna, la squadra degli svincolati.

### Dirigente sportivo
Nel 2004-2005 e nel 2005-2006, oltre al ruolo di vice-allenatore, ha ricoperto anche quello di direttore tecnico del Cervia, partecipando anche al reality show Campioni, il sogno. Nel febbraio 2007 diventa dirigente tecnico accompagnatore delle rappresentative nazionali della Lega Nazionale Dilettanti.

## Palmarès

### Allenatore

#### Competizioni nazionali
- Campionato Interregionale: 1

Cesenatico: 1982-1983